# Vicia nummularia
Vicia nummularia är en ärtväxtart som beskrevs av Hand.-mazz.. Vicia nummularia ingår i släktet vickrar, och familjen ärtväxter. Utöver nominatformen finns också underarten V. n. macrophylla.